# Abbey Caves
Die Abbey Caves sind eine Gruppe von drei Höhlen im Whangarei District der Region Northland auf der Nordinsel von Neuseeland.

## Geographie
Die Abbey Caves, zu denen die Organ Cave, Middle Cave und Ivy Cave zählen, befinden sich rund 2,5 Kilometer nordöstlich des Stadtzentrums von Whangārei und sind von dort aus über die Abbey Caves Road zu erreichen. Das Areal wurde als Abbey Caves Reserve unter Schutz gestellt und umfasst eine Fläche von 18,7 Hektar. Die Topologie des Gebietes ist von Kalksteinformationen, Felsvorsprüngen, Vertiefungen und Schlammlöchern geprägt.

## Höhlenbeschreibungen
Die Organ Cave ist mit ihrer rund 15 Meter hohen Kaverne die größte Höhle. In ihr sind große von der Decke hängende, wie Orgelpfeifen aussehende Stalaktiten zu finden, wovon die Höhle ihren Namen bekam. In ihr können die bei Dunkelheit leuchtenden Langhornmücken beobachtet werden, die in Neuseeland als Glowworm bekannt sind und in der Fachsprache Arachnocampa luminosa genannt werden.
Die Ivy Cave hat eine Länge von rund 75 Meter, die Deckenhöhe nimmt auf den letzten 15 Metern der Höhle erheblich ab, zusätzlich ist sie dort von tieferem Wasser mit schlammigen Untergrund gekennzeichnet. Die niedrigen Decken wurden im 19. Jahrhundert Jahren mit Graffiti bemalt.
Die Middle Cave besitzt wie die Ivy Cave zwei Zugänge, ist die kürzeste der drei Höhlen und ein wenig schwierig an ihrem Ende zu verlassen.

## Geschichte
Das Areal, in dem sich die Höhlen befinden, wurde um 1860 von dem Ehepaar Nathaniel und Amelia Clotworthy besiedelt, die 165 Hektar (409 Acre) Land, inklusive der Höhlen ihr Eigen nennen konnten. Ihr in einer Sandsteinformation gebautes Haus gab den Höhlen ihren Namen, da es einer irischen Abtei ähnelte. Der Standort des 1920 abgebrannten Hauses ist heute an Schornsteinresten und einigen Stechapfel-Bäumen zu erkennen. Außerdem ist ein Grab für eines der Kinder der Familie von 1884 erhalten.
Irgendwann später erwarb der Zementhersteller Golden Bay Cement das Gelände, um dort Rohstoffe abzubauen. 1989 verkaufte das Unternehmen das Areal für eine geringe Summe an die Stadt Whangārei und wurde danach von der Stadt in einen öffentlichen Park umgewidmet.

## Flora und Fauna
In den Gewässern der Höhlen leben Aale, die von den Māori „Tuna“ genannt werden, ebenso wie die kleinen Süßwasserkrebse, die unter den Einheimischen als „Koura“ bekannt sind. Das Gebiet, in denen die Höhlen liegen ist von Steineibenwald mit stattlichen Puriri-Bäumen bewachsen.

## Tourismus
Die Höhlen sind touristisch nicht erschlossen, können aber auf eigene Gefahr betreten werden.